# Taranta Ranta
Taranta Ranta (たらんたランタ?) è il titolo del manga pubblicato nel 2006 dall'autrice Yōko Maki (pseudonimo di Yoko Fuke). Il titolo è la trasposizione di un motivetto che l'autrice canticchia spesso. In Italia è stato pubblicato da Panini Comics sotto l'etichetta Planet Manga nella collana Mille Emozioni dal 18 dicembre 2008 al 31 gennaio 2009.

## Trama
L'opera è ambientata in un liceo giapponese dove la protagonista, di nome Hikaru ("luce"), che ha iniziato il primo anno, instaura un'amicizia importante con una compagna di classe, Nene.
L'obiettivo di Hikaru, che viene premesso nell'opera, è riuscire a trovare la felicità e questa ricerca la appassiona al punto da tenere un quadernetto apposito per trascrivere tutte le "regole" per essere felici. Naturalmente indispensabile per essere felici è l'amore, ma da questo punto di vista l'eroina ha qualche problema. Infatti il primo giorno nella nuova scuola si prende una cotta per un sempai (compagno più grande): Miki, che assomiglia molto al fratello della protagonista deceduto qualche anno prima a causa di un incidente stradale. Ma questo amore è destinato a durare poco, infatti, quando Hikaru si rende conto che Miki è un dongiovanni, viene colpita dalla gentilezza di uno degli amici di quest'ultimo: Jun, che ne rappresenta l'opposto.
Hikaru, aiutata dall'amico d'infanzia Misato e dalla nuova amica Nene, inizia così la sua personale caccia alla felicità.

## Volumi
| Nº | Data di prima pubblicazione | Data di prima pubblicazione | Data di prima pubblicazione |
| Nº | Giapponese                  | Giapponese                  | Italiano                    |
| -- | --------------------------- | --------------------------- | --------------------------- |
| 1  | 14 luglio 2006              | ISBN 4-08-856693-9          | 18 dicembre 2008            |
| 2  | 15 gennaio 2007             | ISBN 4-08-856722-6          | 31 gennaio 2009             |